# オストラ・ヴェーテレ
オストラ・ヴェーテレ（伊: Ostra Vetere）は、イタリア共和国マルケ州アンコーナ県にある、人口約3,100人の基礎自治体（コムーネ）。

## 地理

### 位置・広がり
アンコーナ県のコムーネ。県都・州都アンコーナから西へ37kmの距離にある。

#### 隣接コムーネ
隣接するコムーネは以下の通り。
- バルバラ
- カステッレオーネ・ディ・スアーザ
- コリナルド
- モンテカロット
- オストラ
- セッラ・デ・コンティ

### 気候分類・地震分類
オストラ・ヴェーテレにおけるイタリアの気候分類 (it) および度日は、zona D, 1989 GGである。
また、イタリアの地震リスク階級 (it) では、zona 2 (sismicità media) に分類される。

## 行政

### 分離集落
オストラ・ヴェーテレには、以下の分離集落（フラツィオーネ）がある。
- Acqualagna, Burello, Boscareto, Dometto, Guinzano, Molino, Pescara, Pezzolo, Pongelli, San Vito